# Diga di Pieve di Cadore
La diga di Pieve di Cadore, ad arco-gravità, è stata costruita, nel 1946-1949 dalla SADE, ora Enel, sbarrando il fiume Piave, formando il lago di Centro Cadore, ai piedi del paese di Pieve di Cadore.

## Caratteristiche tecniche
- Tipologia diga: ad arco-gravità
- Altezza dal punto più represso delle fondazioni: 112 m
- Sviluppo del coronamento: 410 m
- Volume della diga: 377.000 m³
- Livello di massimo invaso: 683,5 m
- Livello di massima piena: 685 m
- Capacita d'invaso complessiva: 68,5 milioni di m³
- Capacita d'invaso utile: 64,3 milioni di m³
- Superficie del bacino imbrifero: 818,5 km²
- Corso d'acqua: Piave